# 綾川町立綾川中学校
綾川町立綾川中学校（あやがわちょうりつあやがわちゅうがっこう）は、香川県綾歌郡綾川町陶にある町立中学校である。

## 概要
綾川町立綾上中学校と綾川町立綾南中学校が統合し、2022年度に開校した。制服はジェンダーレス制服が用いられている。

## 沿革

### 開校前
「綾上中学校と綾南中学校の生徒の数が減少していること」、「2019年2月に綾川町立綾上小学校の児童の保護者に行われたアンケートで、中学校を『統合した方がよい』『どちらかと言えば統合した方がよい』と回答した保護者の数が過半数にのぼったこと」の2点から、学校再編整備計画が立てられた。その中で、綾上中学校と綾南中学校を統合し、新しい中学校を2022年4月に開校することが計画された。

### 開校後
2022年（令和4年）に、旧綾南中学校、旧綾上中学校と統合し開校。同年4月9日に開校記念式典が行われた。

## 校章
ウメ（綾川町木）と「A」、「川」､「中」の文字を組み合わせたもので、地元住民の案が採用された。考案した住民には開校記念式典で感謝状が渡されている。

## 部活動
- 合唱部

第75回全日本合唱コンクール香川県大会の中学校部門でカワイ賞を受賞。第89回NHK全国学校音楽コンクール四国ブロックコンクールの中学校の部では銅賞に選ばれている。

## 通学区域
- 綾川町全域[12]

## アクセス
- 高松琴平電気鉄道琴平線 陶駅から徒歩2分[13]

## 通学区域が隣接している学校
- 丸亀市立綾歌中学校
- 坂出市立白峰中学校
- 高松市立国分寺中学校
- 高松市立香東中学校
- 高松市立香南中学校
- 高松市立香川第一中学校
- 高松市立塩江中学校
- まんのう町立満濃中学校